# Igor Dmitrijevič Novikov
Igor Dmitrijevič Novikov (Игорь Дмитриевич Новиков; * 10. listopadu 1935 v Moskvě) je ruský (sovětský) teoretický fyzik, astrofyzik a kosmolog. Patří mezi odborníky v oblasti fyziky černých děr a relativistické kosmologie. Jeho nejvýznamnějším přínosem z 80. let je formulování tzv. „Novikovova principu selfkonzistence“, který se stal důležitým příspěvkem k teorii cestování časem.

## Životopis
Novikov prožil neradostné dětství – otec zmizel během stalinských čistek a matka strávila řadu let v gulagu.
Vystudoval díky ochranné ruce akademika Jakova Zeldoviče, jehož žákem se stal. Novikov získal titul kandidáta věd z oboru astrofyziky v roce 1965 a v roce 1970 získal doktorát v témže oboru.
V letech 1974–1990 působil jako vedoucí Oddělení relativistické astrofyziky v Ústavu kosmických výzkumů Akademie věd Sovětského svazu. V letech 1991 až 1993 byl vedoucím Oddělení teoretické astrofyziky v Lebeděvově ústavu v Moskvě a též působil jako profesor na Moskevské státní univerzitě. Od roku 1994 přesídlil do Dánska, kde je ředitelem Centra teoretické astrofyziky Kodaňské univerzity a rovněž je profesorem astrofyziky na Observatoři Kodaňské univerzity (od roku 1991). Roku 1998 byl zvolen za člena Královské astronomické společnosti.
Prof. Novikov je ženatý s Eleonorou Kotok se kterou má dvě děti – Elenu a Dimitrije.

## Publikační činnost
Prof. Novikov je autorem velkého množství vědeckých článků z oblasti relativistické astrofyziky, především teorie gravitačního kolapsu, procesů kolem černých děr a předpovědi reliktního záření. Je též autorem či spoluautorem 15 odborných knih z kosmologie a astrofyziky, z nichž nejvýznamnější napsal s akademikem Zeldovičem:
- J. B. Zeldovič, I. D. Novikov: Relativistic Astrophysics, Vol. 1: Stars and Relativity. Dover Publications, New York 1996.
- J. B. Zeldovič, I. D. Novikov: Relativistic Astrophysics, Vol. 2: The Structure and Evolution of the Universe. University of Chicago Press, Chicago 1971.

Vedle odborné literatury napsal též skvělé populárně naučné knihy:
- I. D. Novikov: Černé díry a vesmír. Mladá fronta, Praha 1989.
- I. D. Novikov: The river of time. Cambridge University Press, Cambridge 1998.
- I. D. Novikov: Il ritmo del tempo. Di Renzo Editore, Řím 2006.

a biografii
- A. S. Šarov, I. D. Novikov: E. Hubble, Life and Work. Cambridge University Press, 1992.